# Comuna de Dębno
Dębno (polaco: Gmina Dębno) é uma gminy (comuna) na Polónia, na voivodia de Pomerânia Ocidental e no condado de Myśliborski.
De acordo com os censos de 2005, a comuna tem 20.675 habitantes, com uma densidade 64,9 hab/km².

## Área
Estende-se por uma área de 318,78 km².

## Demografia
Dados de 30 de Junho 2004:
|                      | Total   | Total | Mulheres | Mulheres | Homens  | Homens |
| -------------------- | ------- | ----- | -------- | -------- | ------- | ------ |
|                      | pessoas | %     | pessoas  | %        | pessoas | %      |
| População            | 20 675  | 100   | 10 533   | 50,9     | 10 142  | 49,1   |
| Densidade (pop./km²) | 64,9    | 100   | 33       | 33       | 31,8    | 31,8   |

De acordo com dados de 2002, o rendimento médio per capita ascendia a 1716,87 zł.